# Piraí do Norte
Piraí do Norte é um município do estado da Bahia, no Brasil. Sua população estimada em 2022 foi de 10 974 habitantes. Localiza-se a 320 km da capital estadual. Foi emancipada em 1989. Possui 228,5 km² e sua principal fonte de renda é a cultura do cacau. A cidade é conhecida por ser o local onde foi instalada a Fazenda Götsch, criada pelo agricultor suíço Ernst Götsch e referência internacional no tema da agricultura sintrópica.

## Etimologia, Origem e Emancipação Política.
O termo "Piraí" provém da língua tupi, significando "rio dos peixes", através da junção de pirá (peixe) e 'y (rio).
```
História e Emancipação Política.
```

Piraí do Norte é um município brasileiro localizado no estado da Bahia. Sua origem está ligada à antiga Capela do Rio do Peixe, um ponto de parada estratégico para tropas que transportavam mercadorias entre cidades do litoral, como Valença e Santarém, e outras localidades do interior. A localização privilegiada, com água e pasto abundantes, transformou a rancharia em um pequeno povoado.[1]
Entre os pioneiros, destacam-se Manoel Romualdo Santana, que teria construído a primeira habitação permanente, e João Soares Silva, primeiro comerciante local, cuja atividade impulsionou o crescimento econômico do povoado. A construção de uma capela por padres para atender tropeiros e indígenas consolidou o nome Capela do Rio do Peixe, em referência ao rio piscoso próximo à edificação.[2]
Em 1989, o povoado foi emancipado politicamente, desmembrando-se de Ituberá, e passou a se chamar Piraí do Norte. Nesse mesmo ano, Ronaldo Manoel Leite foi eleito o primeiro prefeito, dando início à primeira administração municipal. O município tem como padroeiro Santo Antônio e co-padroeira Nossa Senhora da Conceição.
●EMANCIPAÇÃO POLÍTICA EM 1989
●1989-1992: RONALDO MANOEL LEITE
●1992-1996: HÉLIO SAMPAIO CUNHA
●1996-2000: EDVALDO DOS SANTOS SOUZA
●2000-2004: RAIMUNDO COSME SALES CHÉ
●2004-2008: ANDRÉ DOS SANTOS MAMÉDIO
●2008-2012: HERÁCLITO MENEZES LEITE
●2012-2016: HERÁCLITO MENEZES LEITE
●2016-2020: EVERALDO DOS SANTOS SOUZA
●2021-2024: ULYSSES ARAÚJO DE MENEZES VEIGA
●2025-2028: HELITON FABIANO TAVARES DA SILVA